# 2025年努纳武特地区大选
2025年努纳武特地区大选将于2025年10月27日或之前举行，用以選出第7届努纳武特地区立法会议员。
因努纳武特地区实行共识政府制度，将由第7届地区立法会举行特别会议依次选举新一任努纳武特地区行政长官和地区政府各组成部门主管（各厅厅长）。

## 背景信息
2024年11月8日，努纳武特地区立法会对地区行政长官P.J. 阿奇高克的不信任案以8票赞成，10票反对的结果未获通过。

## 选举制度
基于共识政府下的地区立法会议员候选人均为独立人士，投票制度为单一选区领先者当选制。